# Webcam

Una webcam

Una Webcam (parola composta che unisce "web", abbreviazione di World Wide Web e "cam", camera, telecamera in inglese) è una piccola telecamera utilizzabile solo (o principalmente) come dispositivo di input per un elaboratore.

## Caratteristiche

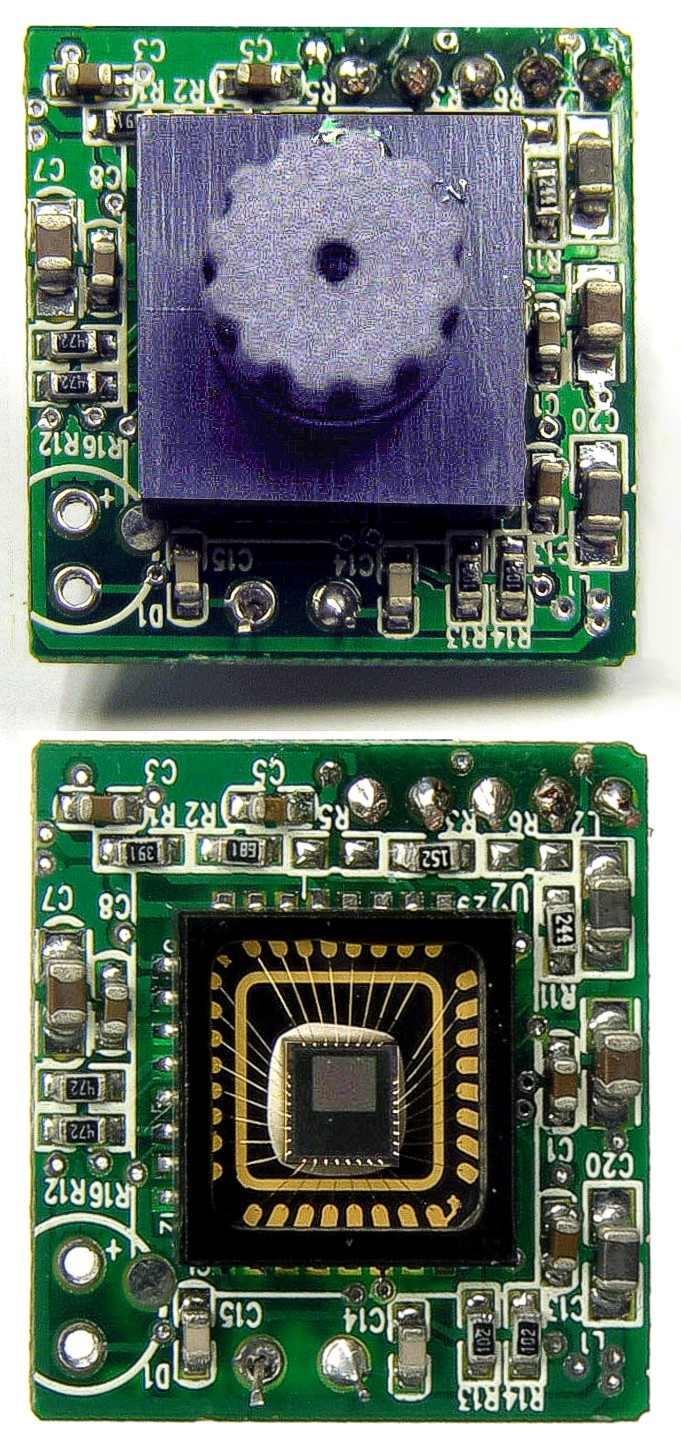
Webcam smontata con in evidenza il sensore CCD

A differenza di una telecamera tradizionale, non dispone di un proprio sistema di memorizzazione di video (per esempio su nastro), ma trasmette semplicemente le immagini riprese, in forma digitale, attraverso una interfaccia collegabile a un computer (per esempio USB oppure uscita di rete Ethernet RJ45).

## Uso
Il principale utilizzo delle webcam consiste infatti nella possibilità di impiegarle per realizzare una videoconferenza attraverso il Web o altri sistemi basati su Internet come molte applicazioni di messaggistica istantanea.
Un altro uso piuttosto diffuso delle webcam consiste nella trasmissione continua di immagini dal vivo (streaming video) da determinati luoghi del mondo. L'uso di installare webcam in località di interesse turistico si sta rapidamente diffondendo in tutto il mondo.
Ancora, webcam vengono talvolta utilizzate a scopi di monitoraggio o videosorveglianza o per la registrazione di video (sul disco rigido del computer). Negli ultimi anni alcuni modelli di webcam sono diventati popolari tra gli astrofili, che le impiegano come strumenti a basso costo per la ripresa di immagini di pianeti e altri oggetti celesti luminosi.